# Сміття на вході, сміття на виході
Сміття на вході, сміття на виході (англ. Garbage In, Garbage Out, скорочено GIGO) — один із поширених висловів в інформатиці.  Цим висловом звертається увага на те, що комп'ютери без вагань оброблятимуть найбеззмістовніші дані та видаватимуть так само беззмістовні результати.
Сам термін «Сміття на вході, сміття на виході» було затверджено як настанову Джорджем Фукселем, техніком/інструктором по роботі з IBM 305 RAMAC в Нью-Йорку.  Скоро термін скоротився до абревіатури GIGO.  Принцип, що лежить в основі цього вислову, ймовірно, було висловлено Чарльзом Беббіджем, котрому належить винахід першого програмованого приладу:
Двічі мені ставили запитання,— «Скажіть, містер Бебідж, якщо ви введете в машину невірні дані, чи видасть вона правильні результати?» [...] Я не можу повністю зрозуміти подібне змішання ідей, котре могло б спричинити таке запитання.
Сміття на вході, сподівання на виході (англ. Garbage In, Gospel Out) є новішим варіантом скорочення.  Воно відображає тенденцію до покладання надмірної надії на результати обробки даних комп'ютерами.

## Некомп'ютерне застосування
Цей термін може бути застосовано там, де важко отримати якісний результат на основі неякісних даних. Наприклад:
- в перекладанні, важко отримати якісний переклад неузгодженого, нелогічного, хибного тексту;
- вплив якості початкових матеріалів на вихідний продукт обробки.